# Муриэнуа
Муриэнуа (Murienua) — один из трёх избирательных округов округа Ароранги на острове Раротонга (Острова Кука). Состоит из 3 тапере:
- Ароа (Aroa)
- Кавера (Kavera)
- Рутаки (Rutaki)